# Logger (Volkswerft Stralsund)
Die Großserie Logger war eine Baureihe von Fischereifahrzeugen des Schiffstyps Logger, die in den Jahren 1949 bis 1958 auf der Volkswerft Stralsund in einer Gesamtzahl von 594 Stück für die Loggerfischerei gefertigt wurde.

## Einsatz
Die Frischfischfänger waren zum Einsatz auf Nord- und Ostsee, dem Nordatlantik sowie auf den damaligen sowjetischen Randmeeren vorgesehen. Der Fang geschah mit Schleppnetz und Treibnetz. Der gefangene Fisch wurde auf dem Logger manuell bearbeitet und in zwei kombinierten Laderäumen auf Eis gelagert; die Nutzladefähigkeit der Logger lag bei 110 Tonnen Fisch. Bei einer Aktionsdauer von etwa 25 Tagen lag die durchschnittliche Jahresfangmenge pro Logger bei rund 1000 Tonnen Fisch. Zehn der für die DDR fahrenden Logger wurden Ende der 1960er Jahre auf die Ringwadenfischerei umgestellt.

## Technische Daten und Ausstattung
Bei einer Länge über alles (siehe Schiffsmaße) von 39,15 Meter, einer Breite auf Spanten von 7,30 Meter und einer Seitenhöhe von 3,50 Meter hatte das Schiff einen Tiefgang von 2,70 Meter. Die Tragfähigkeit betrug 60 Tonnen.
In der ersten Serie (bis 1952) wurde der Logger von einem Sechszylinder-Viertakt-Dieselmotor mit 220 kW angetrieben, der in der ab 1952 modifizierten Serie 294 kW leistete. Zum Driften verfügten die Logger auch über Segel am Vormast (Fock, 33 Quadratmeter) und Besansegel (20 Quadratmeter). Die Dienstgeschwindigkeit betrug neun Knoten, dann 9,50 Knoten. Die in der DDR entwickelten Motoren erwiesen sich für die Schleppnetzfischerei als zu schwach, auch noch nach der Erhöhung der Leistung von 220 kW auf 294 kW.
Die Aktionsweite der Logger, die gute Seegangseigenschaften besaßen, betrug 5000 Seemeilen, die Aktionsdauer des Schiffs mit seiner 18 bzw. 23 Mann umfassenden Besatzung lag bei 25 Tagen.
Die Stralsunder Logger besaßen ein glattes Hauptdeck und ein erhöhtes Achterdeck, das Achterdeck war bei den Bauten ab 1952 durch ein Poopdeck ersetzt. Das Achterschiff war als Kreuzerheck gestaltet, der Vorsteven in Maierform. Die Außenform der Logger wurde über die Jahre im Wesentlichen beibehalten.
Die Fangmethode für Heringe war üblicherweise die Treibnetzfischerei, die an Bord ein flaches Vorschiff bedingte und eine Back (als Wetterschutz) ausschloss. Beim Schleppnetzfischen gelangten große Mengen Wasser auf das Arbeitsdeck. An der Steuerbordseite des Vorschiffs war für die Treibnetzfischerei ein elektrisch betriebenes, vertikales Spill mit einer Zugkraft von zwei Tonnen angebracht, die eingebrachten 3000 Meter langen Netze wurden maschinell gerüttelt. Vor dem Deckshaus war die Winde für die Grundschleppnetze installiert, sie hatte eine Zugkraft von vier Tonnen. Mittschiffs waren die Lagerräume angeordnet.

## Auftraggeber
Hauptauftraggeber der Logger war die Sowjetunion, die 569 Logger abnahm. 24 Logger waren für die Fischereibetriebe der DDR bestimmt. Einen Logger, die Meteor, übernahm zum 31. Dezember 1956 das Amt für Meßwesen und Warenprüfung der DDR. Sechs Logger wurden als Mannschaftstransporter für die Beförderung von Besatzung zur Übernahme der Neubauten eingesetzt.
138 Logger wurden bis zum 31. Dezember 1953, der offiziellen Beendigung der von der DDR an die Sowjetunion getätigten Reparationsleistungen, übergeben. In die Bilanz der Reparationsleistungen wurde dabei je Schiff stets nur ein Drittel der Kosten (1949: 1,2 Mio. DM) eingestellt.

## Bau und Verwendung
Das Projekt der Logger hatte das sowjetische Ingenieurtechnische Büro Fischereischiffbau, MRP in Berlin-Karlshorst auf der Basis von Treibnetzfahrzeugen der Vorkriegszeit entwickelt. Damit verstieß die sowjetische Besatzungsmacht gegen das in Kapitel III, Buchstabe A, Nr. 11 des Potsdamer Abkommens festgelegte Verbot der „Herstellung aller Typen von Flugzeugen und Seeschiffen“, allerdings gab es ähnliche Neubauvorhaben auch in der britischen Besatzungszone. Der Germanische Lloyd, nach dessen Vorschriften der Klasse 100 A4 E, „Heringslogger“ die Logger entworfen waren, klassifizierte die Stralsunder Logger im Jahr 1950 in der Volkswerft. Mit 594 Stück waren die Logger die mengenmäßig größte Serie, die die Volkswerft je baute.

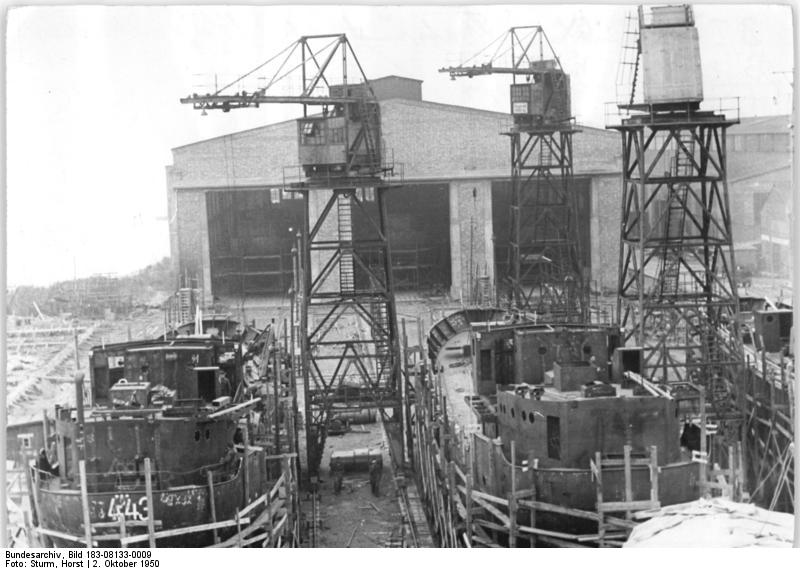
Bau von Loggern, Blick auf die Taktstraßen der Volkswerft Stralsund, Oktober 1950; links im Bild Bau-Nr. 443, RL-443 „Fort“

Ursprünglich geplant war der Bau von 20 Loggern im Jahr 1949, 80 Loggern im Jahr 1950 und je 100 Loggern ab dem Jahr 1951. Für die industrielle Serienfertigung der Schiffe im Taktverfahren wurde das Werftgelände so gestaltet, dass die Sektionen der Schiffskörper auf horizontaler Ebene mittels gleisgebundener Transportmittel bewegt wurden, dafür etablierte sich der Begriff „rollender Kiel“. Drei Hallen wurden zur Montage genutzt: In der ersten Halle wurden Schiffbaubleche und Profile zugeschnitten und geformt. In einer zweiten Halle, der Sektionsbauhalle, wurden in Sektionsbaugerüsten, die als Lehre dienten, die einzelnen Schiffssektionen gefertigt. Die Sektionen wurden dann in der Schiffbauhalle in drei Taktstraßen mit Volumenbaugerüsten zusammengebaut. Anstelle des Nietverfahrens wurde erstmals das Schweißverfahren angewandt, der Schiffskörper war vollständig geschweißt. Aus der Halle heraus wurden die Schiffe mittels einer verfahrbaren Slipbühne horizontal seitlich ins Wasser gesetzt; nach dem Aufschwimmen des Schiffs fuhr die Slipbühne zurück. Die schon zu 95 Prozent fertiggestellten Schiffe wurden dann an den Ausrüstungskai verholt.
Mit dem Bau des ersten Loggers wurde am 29. August 1949 begonnen. Am 6. November 1949 wurde dieser erste Logger, RL-401 (Bau-Nr. 401), symbolisch auf den Namen Oktoberrevolution getauft; wegen einer Havarie an der Slipbühne konnte das Schiff erst am 18. November 1949 zu Wasser gelassen werden, am 28. Dezember 1949 wurde es an den Auftraggeber zur Testfahrt abgeliefert, am 14. Januar 1950 verließ das Schiff Stralsund endgültig. Statt der geplanten 20 wurde im Jahr 1949 nur dieser eine Logger gefertigt. Am 19. August 1951 lief ROS 104 „Rosa Luxemburg“ (Bau-Nr. 408) der VVB der Fischwirtschaft, der achte Logger der Serie, im Großen Belt auf eine Seemine. Das Schiff überstand die Explosion beschädigt, aber schwimmfähig, was die an der Schweißtechnik bis dato bestehenden Zweifel beseitigte. Die Werft warb tausende Arbeitskräfte für die so genannte „Loggerschlacht“ an. Die Erfüllung des Zweijahrplans gelang mit der Fertigstellung des Loggers RL-424 Dudinka, symbolisch III. Parteitag getauft, der dem III. Parteitag der SED im Juli 1950 als „Schiff der Partei“ gemeldet wurde.
Am 18. Juni 1953 kam es auf der Werft zu Streiks im Rahmen des 1953er Volksaufstands. Etwa 1.000 Arbeiter der Nachtschicht legten die Arbeit nieder, die Werft wurde durch die Volkspolizei See und sowjetische Truppen abgeriegelt, dabei wurden auch Warnschüsse abgegeben. Auf einer am Logger SRT-4149 „Chardzou“ angebrachten Losung wurde der Name Walter Ulbricht durchgestrichen; die Losung wies darauf hin, dass das Schiff anlässlich des Geburtstags des Generalsekretärs des Zentralkomitees der Sozialistische Einheitspartei Deutschlands, Walter Ulbricht, vorfristig fertiggestellt werden sollte. Der Aufstand wurde am 23. Juni 1953 endgültig beendet.
War bis 1954 der Außenhandel der DDR hauptsächlich auf die Sowjetunion ausgerichtet, präsentierte sich die Volkswerft im Mai 1956 erstmals im westlichen Ausland bei einer Fischereimesse in Kopenhagen. Hier wurde auch der 350. Logger ausgestellt; Island bestellte zwölf Logger; diese Island-Logger waren stärker motorisiert.
Der Bau der Logger erfolgte in immer weniger Stunden: Für den Logger 401 wurden über 200.000 Stunden benötigt, für Logger 403 noch 159.337 Stunden und für Logger 406 dann 94.268 Stunden. Die Gesamtbauzeit des Loggers wurde im Lauf der Zeit um 53 Prozent gesenkt.
Als letztes Schiff der Serie wurde am 14. August 1958 der Logger SRT-4594 „Plavinas“ mit künftigem Heimathafen Riga für die Sowjetunion abgeliefert.

### Auf der Volkswerft Stralsund gebaute Logger (unvollständig)
- 1949: 1 (Bau-Nr. 401, RL-401 für die Sowjetunion)
- 1950: 52 (Bau-Nr. 402–453, erster Logger 1950 RL-402 für die Sowjetunion, letzter Logger 1958 ROS-120 „Einheit“ für VVB der Fischwirtschaft Rostock)
- 1951: 46 (Bau-Nr. 454–499, erster Logger 1951 ROS-121 „Aktivist“ für VVB der Fischwirtschaft Rostock, letzter Logger 1951 SRT-499 „Turu“ für die Sowjetunion)
- 1952: 28 (Bau-Nr. 4100–4127, erster Logger 1952 SRT-4100 „Kotoyarvi“ für die Sowjetunion, letzter Logger 1952 SRT-4127 „Mir“ für die Sowjetunion)
- 1953: 46 (Bau-Nr. 4127–4172, erster Logger 1953 SRT-4100 „Alupka“ für die Sowjetunion, letzter Logger 1953 SRT-4172 für die Sowjetunion)
- 1954: 61 (Bau-Nr. 4173–4233, erster Logger 1954 SRT-4173 „Forpost“ für die Sowjetunion, letzter Logger 1954 SRT-4233 (ex Logger der großen Initiative) für die Sowjetunion)
- 1955: 80 (Bau-Nr. 4240–4319, erster Logger 1955 SRT-4240 „Orel“ für die Sowjetunion, letzter Logger 1955 SRT-4319 „Skadovsk“ für die Sowjetunion)
- 1956: 104 (Bau-Nr. 4320–4423, erster Logger 1956 SRT-4320 für die Sowjetunion, letzter Logger 1956 SRT-4423 für die Sowjetunion)
- 1957: 107 (Bau-Nr. 4424–4530, erster Logger 1957 SRT-4424 für die Sowjetunion, letzter Logger 1957 SRT-4530 „Neolit“ für die Sowjetunion)
- 1958: 64 (Bau-Nr. 4531–4594, erster Logger 1958 SRT-4531 „Nabat“ für die Sowjetunion, letzter Logger 1958 SRT-4594 „Plavinas“ für die Sowjetunion)

Anmerkung: Die Kennung SRT (tatsächlich in kyrillisch СРТ ausgeführt) steht für средний рыболовный траулер, deutsch: mittlerer Fischtrawler. Die Kennung ROS steht für den Heimathafen Rostock.

## Rezeption
Die Landes-Zeitung berichtete am 7. November 1949 von der symbolischen Taufe des ersten Loggers:

„Wohl selten hat die Volkswerft Stralsund seit ihrem Bestehen solch einen stolzen und bedeutungsvollen Tag erlebt wie die feierliche Taufe ihres ersten Loggers der neuen Produktion am gestrigen Tage. Weit überragte der mächtige, schmucke Schiffskörper auf der Slipanlage die Gebäude der Werft. Fahnen flatterten von den Schiffsmasten und Gebäuden. Die Werftsirenen heulten auf und die vielen Werft- und Bauarbeiter, Angestellten und Ingenieure, die sich um ihren ersten Logger versammelt hatten, sagten es an diesem Tage der ganzen Welt: Ein Jahr haben wir in schwerster Arbeit eine moderne Loggerwerft aufgebaut. Viele Millionen haben die Werktätigen unserer Zone in diesem gewaltigen Projekt angelegt. Doch heute ist es soweit, die Serienproduktion der Eisenschiffe läuft.“

Im Kinderbuchverlag Berlin erschien im Jahr 1952 ein illustriertes Buch mit dem Titel Logger im Bau und auf See für Kinder, in dem auch ein Besuch in der Volkswerft Stralsund thematisiert wird und die Logger vorgestellt werden.

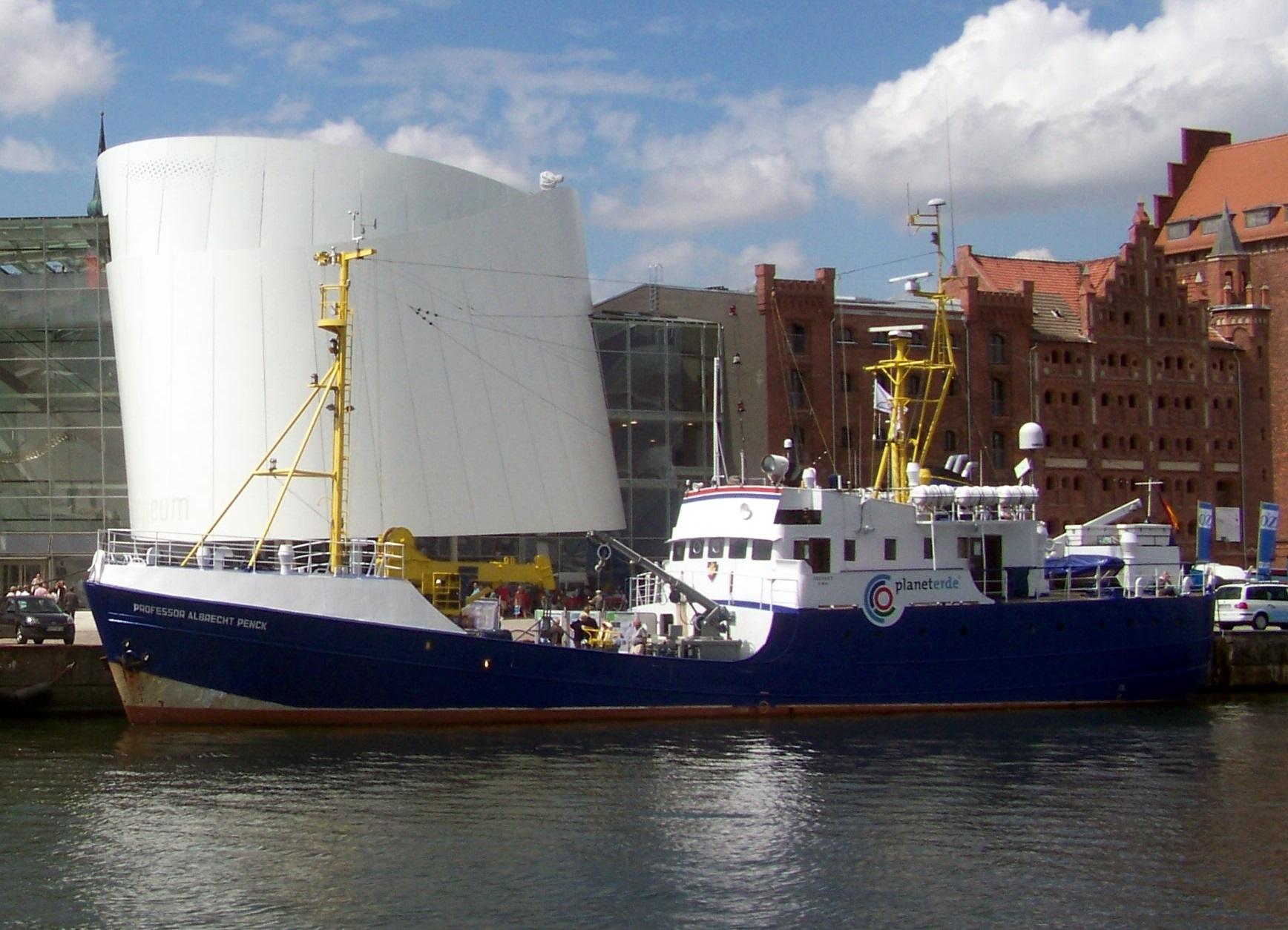
Einer der auf der Roßlauer Werft gebauten Logger, die Professor Albrecht Penck, im Jahr 2008 in Stralsund vor dem Ozeaneum.

## BegriffLoggerschlacht
Die für den Aufbau der Schiffsindustrie der DDR zuständigen Ministerien prägten für die Großserie auf der jungen Werft den Begriff Loggerschlacht. Ab 1951 sollten jährlich 100 Logger die Werft verlassen. Für den Bau der von der Sowjetunion, aber auch in der DDR, dringend benötigten Fangschiffe wurden in der gesamten DDR Arbeitskräfte angeworben, teils auch unter Druck der Behörden. Die Volkswerft und das Loggerbauprogramm waren zu einem Schwerpunkt der Volkswirtschaft erklärt worden.
Neben den auf der Volkswerft im Schweißverfahren gebauten Loggern waren auf der Elbewerft Boizenburg, in Rostock und auf der Roßlauer Schiffswerft mehr als 400 gleich konzeptionierte Logger im Nietverfahren gefertigt worden.

## Benennung
Schiffe erhalten jeweils eine individuelle IMO-Nummer, die auch bei Umbenennungen oder Umflaggen beim Schiff verbleibt. Zusätzlich werden sie unter einer Bau-Nr. geführt. Die Eigner vergeben weitere Kennzeichnungen, wie Typbezeichnungen oder Kennzeichen für den Heimathafen. Auch zusätzliche Benennungen, zum Beispiel nach Städten oder Personen, sind anzutreffen.

### Bau-Nr.
Für das erste Schiff der Serie Logger (RL-401, symbolisch Oktoberrevolution getauft, 1949) wurde die Bau-Nr. 401 vergeben. Das wurde bis zur Bau-Nr. 499 (SRT-499 „Turu“, 1951) fortgeführt, das nächste Schiff der Serie erhielt die Bau-Nr. 4100 (SRT-4100 „Kotoyarvi“, 1952). Bis zum letzten Schiff der Serie (SRT-4594 „Plavinas“, 1958) kam man auf diese Weise bis zur Bau-Nr. 4594.

### Typbezeichnungen
Die für die Sowjetunion bestimmten Logger erhielten Typbezeichnungen, die der Bau-Nr. vorangestellt wurden. Das war zunächst RL (tatsächlich in kyrillisch РЛ), ab Bau-Br. 470 (SRT-470, 1952) dann SRT (СРТ). РЛ steht für Рыболовство лайнер, deutsch etwa Fischereischiff; СРТ steht für средний рыболовный траулер, deutsch: mittlerer Fischtrawler.

### Heimathafenbezeichnung
Die Schiffe der DDR-Flotte erhielten eine aus drei Buchstaben bestehende Bezeichnung (Fischereikennzeichen) für den Heimathafen, gefolgt von einer dreistelligen Zahl, die innerhalb der Schiffstypserie fortlaufend vergeben wurde. Die auf der Volkswerft hergestellten Logger für die DDR-Fischerei gingen an die VVB der Fischwirtschaft mit Heimathafen Rostock und erhielten damit ein vorgestelltes ROS. Im Rahmen der Logger-Produktion der DDR-Werften erhielt der Rostocker Betrieb zudem Fahrzeuge vom VEB Elbewerft Boizenburg vom VEB Roßlauer Schiffswerft. Der erste Logger für die Rostocker Flotte war 1950 ROS-103 „Friedrich Engels“, der letzte im Jahr 1951 ROS-135 „Rostock“.

### Namen
Die 24 an die DDR-Fischerei übergebenen Logger erhielten zusätzlich Namen. Mit einer Namensnennung bedacht wurden 13 Persönlichkeiten: Friedrich Engels, Rosa Luxemburg, August Bebel, Ernst Thälmann, Carl von Ossietzky, Anton Saefkow, Maria Maddalena Rossi, Clara Zetkin, Adolf Hennecke, Max Reimann, Thomas Müntzer, Werner Seelenbinder und Erich Honecker. Weitere Namen waren die in der DDR häufig politisch verwendeten Begriffe Solidarität, Einheit, Aktivist, 1. Mai, Freundschaft, Junger Pionier, Immer bereit, III. Weltfestspiele, Aufbau, Fünfjahrplan sowie der Städtename Rostock.
Die sowjetischen Abnehmer benannten ihre Schiffe teils nach geografischen Objekten in der Sowjetunion. Erstes Schiff mit einem Namen war RL-416 „Berezov“, letztes SRT-4594 „Plavinas“.
Nicht alle Schiffe erhielten einen Namen.
Auf der Werft wurden einige Logger symbolisch auf einen Namen getauft: RL-401 auf „Oktoberrevolution“, RL-424 „Dudinka“ auf „III. Parteitag“, SRT-4108 „Navarin“ auf „Schiff der Partei“, SRT-4120 „Khvatovka“ auf „Schiff der Republik“, SRT-4188 „Tschetschenien“ auf „IV. Parteitag“, SRT-4196 „Nagorny“ auf „II. Deutschlandtreffen“, SRT-4233 auf „Logger der Großen Initiative“.

## Verbleib (Auswahl)
| Schiff                             | Ablieferung        | an Auftraggeber                  | Verbleib                                                               | Anmerkung |
| ---------------------------------- | ------------------ | -------------------------------- | ---------------------------------------------------------------------- | --- |
| RL-401                             | 18. Dezember 1949  | Sowjetunion                      |                                                                        | erstes Schiff der Serie; Umbenennungen in RL-145 „Snarjad“, SRT-145 „Snarjad“, Heimathafen zuletzt Kaliningrad |
| ROS-103 „Friedrich Engels“         | 31. März 1950      | VVB der Fischwirtschaft, Rostock | im Februar 1969 Verkauf in die Niederlande                             | |
| ROS-104 „Rosa Luxemburg“           | 31. März 1950      | VVB der Fischwirtschaft, Rostock | im November 1980 in Rostock verschrottet                               | Das Schiff wurde im September 1967 auf Ringwadenfischerei umgerüstet und bis 1973 so betrieben.                |
| ROS-106 „August Bebel“             | 25. April 1950     | VVB der Fischwirtschaft, Rostock | im Juni 1969 Verkauf nach England/Dänemark                             | Das Schiff wurde 1967 auf Ringwadenfischerei umgestellt.                                                       |
| ROS-108 „Ernst Thälmann“           | 31. Mai 1950       | VVB der Fischwirtschaft, Rostock | im November 1978 in Rostock verschrottet                               | Das Schiff wurde 1967 auf Ringwadenfischerei umgestellt.                                                       |
| ROS-109 „Karl von Ossietzky“       | 31. Mai 1950       | VVB der Fischwirtschaft, Rostock | im November 1978 in Rostock verschrottet                               | Das Schiff wurde 1967 auf Ringwadenfischerei umgestellt.                                                       |
| ROS-115 „Anton Saefkow“            | 7. Dezember 1950   | VVB der Fischwirtschaft, Rostock | im Juni 1969 Verkauf nach England                                      | |
| ROS-116 „Maria Maddalena Rossi“    | 12. Dezember 1950  | VVB der Fischwirtschaft, Rostock | im November 1968 Verkauf in die Niederlande                            | |
| ROS-118 „Solidarität“              | 17. Dezember 1950  | VVB der Fischwirtschaft, Rostock | im November 1968 Verkauf in die Niederlande                            | |
| ROS-120 „Einheit“                  | 19. Dezember 1950  | VVB der Fischwirtschaft, Rostock | im November 1968 Verkauf in die Niederlande, dort verschrottet         | |
| ROS-121 „Aktivist“                 | 6. Januar 1951     | VVB der Fischwirtschaft, Rostock | im Juni 1969 Verkauf in die Niederlande                                | |
| ROS-122 „1. Mai“                   | 13. Januar 1951    | VVB der Fischwirtschaft, Rostock | im Februar 1969 Verkauf in die Niederlande                             | |
| ROS-123 „Clara Zetkin“             | 20. Januar 1951    | VVB der Fischwirtschaft, Rostock | im Juni 1969 Verkauf nach England                                      | |
| ROS-124 „Adolf Hennecke“           | 30. Januar 1951    | VVB der Fischwirtschaft, Rostock | im Juni 1969 Verkauf in die Niederlande                                | |
| ROS-125 „Max Reimann“              | 14. Februar 1951   | VVB der Fischwirtschaft, Rostock | im Juni 1969 Verkauf nach England                                      | |
| ROS-126 „Thomas Münzer“            | 19. Juli 1951      | VVB der Fischwirtschaft, Rostock | im November 1980 in Rostock verschrottet                               | Das Schiff wurde 1967 auf Ringwadenfischerei umgestellt.                                                       |
| ROS-127 „Werner Seelenbinder“      | 23. Juli 1951      | VVB der Fischwirtschaft, Rostock | im November 1980 in Rostock verschrottet                               | Das Schiff wurde 1967 auf Ringwadenfischerei umgestellt.                                                       |
| ROS-128 „Freundschaft“             | 28. Juli 1951      | VVB der Fischwirtschaft, Rostock | im Juni 1969 Verkauf in die Niederlande, dort verschrottet             | |
| ROS-129 „Junger Pionier“           | 31. Juli 1951      | VVB der Fischwirtschaft, Rostock | 1979 Abgabe an Fischereiaufsicht der DDR, 1981 in Rostock verschrottet | Das Schiff wurde 1967 auf Ringwadenfischerei umgestellt.                                                       |
| ROS-130 „Immer bereit“             | 31. Juli 1951      | VVB der Fischwirtschaft, Rostock | im November 1980 in Rostock verschrottet                               | Das Schiff wurde 1967 auf Ringwadenfischerei umgestellt.                                                       |
| ROS-131 „III. Weltfestspiele“      | 22. August 1951    | VVB der Fischwirtschaft, Rostock | im Mai 1979 in Rostock verschrottet                                    | Das Schiff wurde 1967 auf Ringwadenfischerei umgestellt.                                                       |
| ROS-132 „Erich Honecker“           | 31. August 1951    | VVB der Fischwirtschaft, Rostock | im Juni 1969 Verkauf in die Niederlande/England                        | |
| ROS-133 „Aufbau“, ex „Junge Garde“ | 5. September 1951  | VVB der Fischwirtschaft, Rostock | im November 1978 in Rostock verschrottet                               | Das Schiff wurde 1967 auf Ringwadenfischerei umgestellt.                                                       |
| ROS-134 „Fünf-Jahrplan“            | 24. September 1951 | VVB der Fischwirtschaft, Rostock | im Juni 1969 Verkauf in die Niederlande                                | |
| ROS-135 „Rostock“                  | 1. Oktober 1951    | VVB der Fischwirtschaft, Rostock | im Juni 1969 Verkauf in die Niederlande, dort verschrottet             | |
| SRT-4594 „Plavinas“                | 14. August 1958    | Sapryba, Riga                    | 1974 ausgemustert                                                      | letztes Schiff der Serie; Heimathafen zuletzt Wladiwostok                                                      |